# Wang Manyu
Wang Manyu (kinesiska: 王曼昱; pinyin: Wáng Mànyù), född 9 februari 1999 i Qiqihar, Heilongjiang, Kina, är en kinesisk bordtennisspelare. Hon spelar med handskaksfattning och har blivit världsmästare i singel (2021), dubbel (2019, 2021) och i lag (2018). Hon var också med i det kinesiska laget som vann OS-guld i lag vid OS 2020.